# Inhibidores PD-1 y PD-L1
Los inhibidores PD-1 y los inhibidores PD-L1 son un grupo de medicamentos que se emplean en el tratamiento del diferentes tipos de cáncer. Son anticuerpos monoclonales que inhiben el punto de control inmunitario PD-1 (molécula de muerte programada 1) o su ligando PD-L1. 

## Historia
En los años 90 del siglo XX se descubrió que las células humanas tienen en su superficie determinadas proteínas, a las que se llamó PD-L1 (programmed death-ligand 1), que les permiten escapar al ataque inmunológico del propio organismo. Posteriormente se comprobó que estas proteínas también están presentes en las células cancerosas y que gracias a las mismas pueden subsistir y multiplicarse sin ser destruidas por la respuesta inmune, podría decise que el cáncer se vale de las proteínas PD-L1 para expandirse. La primera referencia de un fármaco para bloquear las PD-L1 se publicó en el año 2001, en el año 2008 se realizó el primer ensayo clínico. Este tipo de terapia se conoce como inhibidores de punto de control inmunológico, las células T tienen una proteína en su superficie, llamada PD-1 que detecta y se une  a la PD-L1 de las células cancerosas, esta unión permite a las células tumorales continuar con su actividad. Sin embargo si un fármaco bloquea la PD-1 de las células T o las PD-L1 de las células cancerosas, la unión no se produce y las células T desencadenan un ataque del sistema inmunológico contra el cáncer que logra destruir muchas de sus células y ralentiza el crecimiento del tumor maligno.

## Medicamentos
Las agencias de medicamentos han aprobado la utilización de diferentes fármacos de esta familia.

| Nombre        | Acción | Aprobación | Indicaciones principales                                                          |
| ------------- | ------ | ---------- | --------------------------------------------------------------------------------- |
| Nivolumab     | PD-1   | 2014       | Cáncer de pulmón, carcinoma renal                                                 |
| Pembrolizumab | PD-1   | 2014       | Melanoma, cáncer de pulmón, cáncer de estómago, cáncer de esófago, cáncer de mama |
| Atezolizumab  | PD-L1  | 2016       | Cáncer de pulmón, cáncer de vejiga                                                |
| Avelumab      | PD-L1  | 2017       | Carcinoma de células de Merkel                                                    |
| Durvalumab    | PD-L1  | 2017       | Cáncer de vejiga, cáncer de pulmón                                                |
| Cemiplimab    | PD-1   | 2018       | Carcinoma epidermoide                                                             |
| Tislelizumab  | PD-1   | 2019       | Enfermedad de Hodgkin                                                             |
| Dostarlimab   | PD-1   | 2021       | Cáncer de endometrio                                                              |
| Retifanlimab  | PD-1   | 2023       | Carcinoma de células de Merkel                                                    |
| Toripalimab   | PD-1   | 2023       | Carcinoma de cavum                                                                |
| Cosibelimab   | PD-L1  | 2024       | Carcinoma epidermoide                                                             |